# تمثال بوسا للتحرر
تمثال التحرر هو نحت عام يرمز إلى «كسر سلاسل» الرق وقت تحرير العبيد. يقع في دولة باربادوس، شرقي العاصمة بريدج تاون. يشير العديد من سكان بربادوس إلى التمثال باسم بوسا، وهو العبد الذي أشعل ثورة ضد العبودية في بربادوس في عام 1816، على الرغم من ذلك إلا أن التمثال ليس منحوتًا بالفعل ليمثل شخصية بوسا.
ولد بوسا كرجل حر في غرب افريقيا، لكن ألقي القبض عليه وتم نقله إلى باربادوس ليعمل هناك كعبد. ويعتبر بوسا من أهم الأبطال القوميين لدولة باربادوس.
التمثال المصنوع من البرونز تم انشاؤه في عام 1985 من قبل النحات كارل برودهاجن بعد 169 عامًا على الثورة.